# Кутузовское
Кутузовское (до 1948 года Матискала, фин. Matiskala) — посёлок в Плодовском сельском поселении Приозерского района Ленинградской области.

## Название
5 июня 1947 года исполком Сортанлахтинского сельсовета принял решение о переименовании деревни Матискала в деревню Поляна. Затем, опираясь на постановление общего собрания рабочих и служащих дома отдыха «Розовая Дача», был вынесен вердикт о переименовании деревни Матискала в деревню Розовая Дача. В 1948 году комиссия по переименованию приняла решение о присвоении деревне имени Кутузовская. Последнее переименование было закреплено указом Президиума ВС РСФСР от 13 января 1949 года.

## История
- Деревня Матискала на финской карте 1923 года

До 1939 года деревня Матискала входила в состав волости Пюхяярви Выборгской губернии Финляндской республики. 
С 1 января 1940 года в составе Карело-Финской ССР.
С 1 августа 1941 года по 31 июля 1944 года финская оккупация.
С 1 ноября 1944 года в составе Сортанлахтинского сельсовета Кексгольмского района
С 1 октября 1948 года в составе Приладожского сельсовета Приозерского района. 
С 1 января 1949 года деревня учитывается как посёлок Кутузовское.
С 1 января 1951 года в составе Отрадненского сельсовета.
С 1 февраля 1963 года — в составе Выборгского района.
С 1 января 1965 года — вновь в составе Приозерского района. 
По данным 1966, 1973 и 1990 годов посёлок Кутузовское входил в состав Отрадненского сельсовета.
В 1997 году в посёлке Кутузовское Отрадненской волости проживали 11 человек, в 2002 году — 32 человека (русские — 88 %).
В 2007 году в посёлке Кутузовское Плодовского СП проживали 9 человек, в 2010 году — 96 человек.

## География
Посёлок расположен в восточной части района на автодороге 41К-154 (Торфяное — Заостровье).
Расстояние до административного центра поселения — 9 км.
Расстояние до ближайшей железнодорожной станции Отрадное — 5 км. 
Посёлок находится на северном берегу озера Отрадное.

## Демография
| 2007 | 2010 | 2017 |
| ---- | ---- | ---- |
| 9    | ↗96  | ↘28  |

## Улицы
Берёзовая, Ладожская, Сосновая.